# Fleming-Neon (Kentucky)
Pour les articles homonymes, voir Fleming-Neon.
Fleming-Neon est une ville américaine située dans le comté de Letcher, dans le Kentucky. Selon le recensement de 2020, sa population est de 548 habitants.